# Richard Heinze
Richard Heinze, född den 11 augusti 1867 i Naumburg an der Saale, död den 22 augusti 1929 i Bad Wiessee, var en tysk klassisk filolog. Han var son till Max Heinze.
Heinze var professor i Berlin 1900–1903, i Königsberg 1903–1906 och i Leipzig från 1906. Han skrev bland annat Virgils epische Technik (1903; 3:e upplagan 1915).